# Знедолені (фільм, 1985)
«Знедолені» («Puud olid…») — радянський художній фільм 1985 року, знятий режисером Пеетером Сіммом на кіностудії «Талліннфільм».

## Сюжет
Сорокові роки ХІХ століття, Ліфляндія. Низка неврожайних років у цих краях призвела до тотального голоду. Втративши батьків, Хінд Раундсепп стає господарем хутора Палена Гора, насправді яким розпоряджаються суддівські чиновники, поміщик та економ. Юнак мріє вирватися зі злиднів та безправного свавілля, але його заарештовують і оголошують підбурювачем бунту.

## У ролях
- Юллар Пилд — Хінд Раундсепп
- Марія Авдюшко — Паабу
- Кальйо Кійськ — Пек-Рьотсепп
- Арво Кукумягі — Пеетер
- Херардо Контрерас — роль другого плану
- Уно Раннавескі — Яак
- Кярт Кросс — Елл
- Маргус Терасмеес — роль другого плану
- Тину Аав — роль другого плану
- Тину Карк — суддя Сіймон
- Евальд Хермакюла — роль другого плану
- Урмас Кібуспуу — роль другого плану
- Харальд Оскар Леонхард Захренс — роль другого плану
- Пеетер Якобі — роль другого плану
- Йоханнес Милдре — роль другого плану
- Інга-Кай Пускар-Полонскі — роль другого плану
- Лейда Раммо — роль другого плану
- Ільмар Таммур — роль другого плану
- Лембіт Петерсон — роль другого плану
- Міхкель Ульман — роль другого плану
- Марі Сімм — дівчинка
- Каарел Папагой — волоцюга

## Знімальна група
- Режисер — Пеетер Сімм
- Сценарист — Матс Траат
- Оператор — Аго Руус
- Художник — Рональд Колманн